# Хета (буква)
Хѐта е общоприетото название на историческата гръцка буква ита (Η), и някои нейни разновидности, когато се използва по първоначалното си предназначение – за представяне на съгласната [h] (придихателно „х“). Буквата е заимствана от финикийската буква „хет“ () [Ħ]/[h]/[χ]. Древноиталийските писмености (особено етруската писменост), и по-късно латинската, заимстват буквата от гръцкия. Гръцките говори обаче постепенно изгубват звука /h/, а в йонийския гръцки, където отхвърлянето на /h/ се случва по-рано, името на буквата се променя на „Ēta“. Следователно буквата започва да обозначава друг звук, представяйки дългото „е“ [ɛː]. Тази употреба се възприема в цяла Гърция посредством класическия правопис.
Буквата продължава да се използва с функцията си на съгласна в диалектите, все още запазили звука /h/, включително Атина до около 500 г. сл. Хр. Също като гласната ита, хета приема различни видове облик в съответните местни разновидности на азбуката, измежду които някои примери са: подобната на квадратна цифра „8“, наподобяваща финикийската (); приличащата на обикновен квадрат (); пресеченият квадрат (); форми с две водоравни () или диагонални черти ()
С възприемането от все повече диалекти на новата йонийска гласна ита, въпросните говори се изправят пред проблема с разграничаването между тяхната стара съгласна /h/ и новата гласна /ɛː/. Някои диалекти, включително и класическия атически, просто пропускат отбелязването на звука /h/. На други места (например Родос), знакът се използва с две функции. Други полагат началото на разграничение между знаците, използвайки затворения квадрат () за /h/ и отворено H за гласния звук. В южноиталианските колонии Хераклея и Таранто е изобретен нововъведенчески знак за /h/, съставен от една отвесна черта и сочеща надясно водоравна чертица, подобен на половин H (). От този знак по-късно произлиза и т.нар. дасия или тежко придихание (δᾰσύ πνεῦμα; spiritus asper) – диакритически знак, който възвръща отбелязването на стария звук /h/ в стандартизирания политонически правопис на гръцкия език.
По времето на римския император Клавдий (средата на I-ви в. сл. Хр.), латинският език за кратко възобновява употребата на буквата , бидейки една от т.нар. Клавдиеви букви (). В този промеждутък от време буквата се използва за обозначаване на краткия затворен гласен звук sonus medius между и и у (optimus/optumus).
В съвременните транслитерации и издания на древногръцки текстове, използващи съгласната хета в която и да е от формите ѝ, знакът най-често се представя посредством латинското „h“. Някои автори са пригодили хераклийската хета () за употреба в съвременни транскрипции. Джефри (1961 г.) използва въпросния знак за отъждествяване на абстрактната графема, т.е. за стандартно обозначаване на звука /h/ при транслитерация на различни писмености.
Компютърната кодировка Уникод поддържа хета от април 2008 г. (версия 5.1), съответно под U+0370 (Ͱ) за малката буква и U+0371 (ͱ) за голямата. Кодировката на гръцката хета се различава от подобната и Клавдиева буква в латинския, за която Уникод отрежда позиции U+2C75 (Ⱶ) и U+2C76 (ⱶ).